# Closer (The Corrs-sang)
|  | For Joy Division-albummet af samme navn, se Closer |
"Closer" er en sang af det keltiske folkrockband The Corrs. Det er den femte single fra deres debutalbum Forgiven, Not Forgotten, og den blev udgivet i 1997, men kun i Australien og New Zealand.

## Spor
1. "Closer"
2. "Carraroe Jig" (live i Melbourne Palais)
3. "Closer" (live i Melbourne Palais)

## Udgivelseshistorie
| Region                  | Dato      | Pladeselskab | Format    |
| ----------------------- | --------- | ------------ | --------- |
| Australien, New Zealand | Maj, 1997 | Atlantic     | CD single |